# Ruchower See
Der Ruchower See liegt im Norden der Sternberger Seenlandschaft im Landkreis Ludwigslust-Parchim, Mecklenburg-Vorpommern, direkt südlich des gleichnamigen Ortes Ruchow, auf dem Gemeindegebiet Mustin. Das wenig gegliederte, etwa rechteckige Gewässer hat eine maximale Länge von etwa 390 Metern und eine maximale Breite von 290 Metern. Die Uferhänge sind steil. Der See hat keine oberirdischen Abflüsse, eine Verrohrung führt zu einem Graben, der den südöstlich liegenden Ruckwitzsee mit dem südwestlich liegenden Mustiner See verbindet. Im Ruchower See liegt eine kleine Insel. Der See ist der nördlichste See einer durch das Gemeindegebiet von Nord nach Süd gehenden Seenkette.
Am Ostufer des Sees wurde eine Pfahlsiedlung aus der Slawenzeit gefunden.

## Nachweise
1. ↑  Kartenportal Umwelt des Landesamtes für Umwelt, Naturschutz und Geologie Mecklenburg-Vorpommern (Hinweise)
2. ↑  Karten und Luftbilder des Geoportals MV
3. ↑  Carl Christoph von Bülow: Aufdeckung von Alterthümern zu Ruchow in Jahrbücher des Vereins für Mecklenburgische Geschichte und Altertumskunde; Seite 183–190, Band 37, 1872 digitalisiert (Memento vom 9. Juni 2010 im Internet Archive)